# Вааса
Ва́аса (фін. Vaasa, швед. Vasa) — місто та порт на заході Фінляндії. Столиця провінції Пог'янмаа (Остроботнія).

## Історія
Засновано в 1606 році в часи правління короля Швеції Карла IX, названо на честь Королівського Дому Ваза. У 1808 році місто опинилося в епіцентрі російсько-шведської війни, що призвело до значних спустошень.
З 1606 по 1855 місто мало назву Wasa, з 1855 по 1917 у складі Російської імперії — швед. Nikolaistad або фін. Nikolainkaupunki, з 1917 швед. Vasa та фін. Vaasa. Сучасну фінську назву Ва́аса офіційно прийнято лише 1930 року, коли органи місцевої влади очолили представники фінської громади.
У місті діє Вааський університет.
Один з наймолодших у Фінляндії, заснований 1968 року.
З 1775 по 1997 у Фінляндії існувала однойменна адміністративна одиниця, яка мала назви
- Лен Васа у складі Швеції (1775—1808)
- Вазаська губернія, Велике князівство Фінляндське у складі Росії (1809—1855 та 1917—1918)
- Лян Вааса у складі Фінляндії (1918—1997)

Див. також
- Історичні області Фінляндії[en]
- Список областей Фінляндії з 1634 року
- Естерланд

## Специфіка
Місто Вааса є фактично двомовним. Тут 69.8 % фіномовних мешканців та 24.8 % шведомовних. Місто є важливим центром фіно-шведського національного діалогу. Також є велика кам'яна православна церква, збудована у часи Російської імперії.

## Уродженці
- Пекка Пуска (1945) — фінський професор, експерт в охороні здоров'я.